# Tall Dark Stranger
Tall Dark Stranger, född 2017 i USA, är en amerikansk standardhäst som tävlade i nordamerikansk passgångssport mellan 2019 och 2020. Han tränades av Nancy Takter och kördes av Yannick Gingras.

## Karriär
Tall Dark Stranger började tävla som tvååring 2019 och tog under debutsäsongen 8 segrar på 9 starter. Han sprang in över 700 000 dollar under debutsäsongen, och segrade då bland annat i Metro Pace och Breeders Crown 2YO Colt & Gelding Pace. Efter tvååringssäsongen fick mottaga Dan Patch 2-Year-Old Pacing Colt of the Year och O'Brien 2-Year-Old Pacing Colt of the Year.
Som treåring tog han 11 segrar på 13 starter och sprang in 1,3 miljoner dollar. Han segrade bland annat i Cane Pace, Meadowlands Pace och North America Cup.
I november 2020 meddelades det att Tall Dark Stranger kommer att avsluta sin tävlingskarriär. Tall Dark Stranger kommer under 2021 att stallas upp på Hanover Shoe Farms som avelshingst.
Han utsågs till American Harness Horse of the Year 2020.

## Statistik
| Statistik för Tall Dark Stranger | Statistik för Tall Dark Stranger | Statistik för Tall Dark Stranger | Statistik för Tall Dark Stranger | Statistik för Tall Dark Stranger | Statistik för Tall Dark Stranger |
| -------------------------------- | -------------------------------- | -------------------------------- | -------------------------------- | -------------------------------- | -------------------------------- |
| Starter                          | Placeringar                      | Startprissumma                   | Segerprocent                     | Platsprocent                     | Rekord                           |
| 22                               | 19-2-0                           | 2 020 195 USD                    | 86 %                             | 95 %                             | 1:47.1aak,                       |

### Löpningsrekord
| Datum          | Bana        | Lopp      | Tid    | Distans | Startmetod           | Kusk            |
| -------------- | ----------- | --------- | ------ | ------- | -------------------- | --------------- |
| 8 augusti 2019 | Meadowlands | Cane Pace | 1:47.1 | 1 609 m | amerikansk autostart | Yannick Gingras |

### Starter
| #  | Datum             | Lopp                                          | Bana         | Kusk            | Odds | Tid    | Distans | Plac. | Vinstbelopp | Ref.  |
| -- | ----------------- | --------------------------------------------- | ------------ | --------------- | ---- | ------ | ------- | ----- | ----------- | ----- |
| -  | 6 juli 2019       | Kvallopp                                      | Meadowlands  | Yannick Gingras | NB   | 1:55.2 | 1 609 m | 1     | 0 USD       | [ 2 ] |
| -  | 20 juli 2019      | Kvallopp                                      | Meadowlands  | Yannick Gingras | NB   | 1:52.4 | 1 609 m | 1     | 0 USD       | [ 2 ] |
| 1  | 26 juli 2019      | 2yrC nw1                                      | Meadowlands  | Yannick Gingras | 14   | 1:51.3 | 1 609 m | 1     | 6 500 USD   | [ 2 ] |
| 2  | 5 augusti 2019    | Dream Maker, Elim                             | Mohawk       | Yannick Gingras | 12   | 1:51.1 | 1 609 m | 1     | 5 700 USD   | [ 2 ] |
| 3  | 16 augusti 2019   | OSS Gold, Elim                                | Mohawk       | Yannick Gingras | 10   | 1:51.2 | 1 609 m | 1     | 41 040 USD  | [ 2 ] |
| 4  | 31 augusti 2019   | OSS Gold, Elim                                | Mohawk       | Yannick Gingras | 10   | 1:51.1 | 1 609 m | 1     | 27 400 USD  | [ 2 ] |
| 5  | 14 september 2019 | Metro Pace, Elim                              | Mohawk       | Yannick Gingras | 14   | 1:50.1 | 1 609 m | 1     | 15 000 USD  | [ 2 ] |
| 6  | 21 september 2019 | Metro Pace, Final                             | Mohawk       | Yannick Gingras | 27   | 1:49.1 | 1 609 m | 1     | 281 250 USD | [ 2 ] |
| 7  | 5 oktober 2019    | International Stallion Stake                  | The Red Mile | Yannick Gingras | 10   | 1:50.0 | 1 609 m | 1     | 34 375 USD  | [ 2 ] |
| 8  | 18 oktober 2019   | Breeders Crown 2YO Colt & Gelding Pace, Elim  | Mohawk       | Yannick Gingras | 16   | 1:50.3 | 1 609 m | 2     | 6 175 USD   | [ 2 ] |
| 9  | 25 oktober 2019   | Breeders Crown 2YO Colt & Gelding Pace, Final | Mohawk       | Yannick Gingras | 29   | 1:51.0 | 1 609 m | 1     | 300 000 USD | [ 2 ] |
| -  | 12 juni 2020      | Kvallopp                                      | Meadowlands  | Yannick Gingras | NB   | 1:51.0 | 1 609 m | 3     | 0 USD       | [ 2 ] |
| -  | 20 juni 2020      | Kvallopp                                      | Meadowlands  | Yannick Gingras | NB   | 1:49.0 | 1 609 m | 1     | 0 USD       | [ 2 ] |
| 10 | 27 juni 2020      | nw22500L5                                     | Meadowlands  | Yannick Gingras | 19   | 1:47.4 | 1 609 m | 1     | 9 375 USD   | [ 2 ] |
| 11 | 11 juli 2020      | Meadowlands Pace, Elim                        | Meadowlands  | Yannick Gingras | 14   | 1:48.1 | 1 609 m | 1     | 25 000 USD  | [ 2 ] |
| 12 | 18 juli 2020      | Meadowlands Pace, Final                       | Meadowlands  | Yannick Gingras | 15   | 1:47.2 | 1 609 m | 1     | 302 410 USD | [ 2 ] |
| 13 | 1 augusti 2020    | Tompkins Geers                                | Meadowlands  | Yannick Gingras | 16   | 1:48.4 | 1 609 m | 4     | 6 784 USD   | [ 2 ] |
| 14 | 8 augusti 2020    | Cane Pace                                     | Meadowlands  | Yannick Gingras | 13   | 1:47.1 | 1 609 m | 1     | 136 562 USD | [ 2 ] |
| 15 | 22 augusti 2020   | North America Cup, Elim                       | Mohawk       | Yannick Gingras | 12   | 1:48.4 | 1 609 m | 1     | 19 000 USD  | [ 2 ] |
| 16 | 29 augusti 2020   | North America Cup, Final                      | Mohawk       | Yannick Gingras | 16   | 1:48.2 | 1 609 m | 1     | 380 000 USD | [ 2 ] |
| 17 | 13 september 2020 | Kentucky Sire Stakes, Elim                    | The Red Mile | Dexter Dunn     | 11   | 1:49.2 | 1 609 m | 1     | 20 000 USD  | [ 2 ] |
| 18 | 20 september 2020 | Kentucky Sire Stakes, Final                   | The Red Mile | Yannick Gingras | 10   | 1:48.0 | 1 609 m | 1     | 125 000 USD | [ 2 ] |
| 19 | 4 oktober 2020    | Bluegrass Series                              | The Red Mile | Yannick Gingras | 11   | 1:48.3 | 1 609 m | 1     | 33 800 USD  | [ 2 ] |
| 20 | 11 oktober 2020   | Tattersalls Stakes                            | The Red Mile | Yannick Gingras | 16   | 1:47.2 | 1 609 m | 1     | 119 750 USD | [ 2 ] |
| 21 | 24 oktober 2020   | Breeders Crown 3YO Colt & Gelding Pace, Elim  | Hoosier Park | Yannick Gingras | 11   | 1:48.4 | 1 609 m | 1     | 12 500 USD  | [ 2 ] |
| 22 | 31 oktober 2020   | Breeders Crown 3YO Colt & Gelding Pace, Final | Hoosier Park | Yannick Gingras | 15   | 1:48.3 | 1 609 m | 2     | 112 500 USD | [ 2 ] |